# Innocenzo Francucci

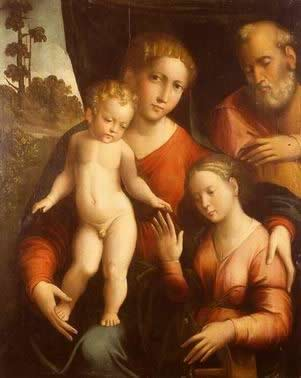
Le Mariage mystique de sainte Catherine de Sienne, musée Filangieri, Naples,

Innocenzo di Pietro Francucci da Imola  (Imola, v. 1494 - Bologne v. 1550) est un dessinateur et peintre italien de la Haute Renaissance, qui fut influencé par Raphaël.

## Biographie
Innocenzo di Pietro Francucci da Imola est probablement allé à Florence et a étudié sous la direction de Mariotto Albertinelli et Gaspare Sacchi (v. 1517–1536). Il a été invité à Bologne par le comte Giovanni Battista Bentivoglio où il a réalisé la plupart de ses travaux.
Sa première œuvre la plus connue est celle de La Vierge à l'Enfant avec les saints Sébastien, Roch, Côme et Damien, signée et datée de 1515. Un deuxième tableau, La Vierge et l'Enfant avec les saints Jean, Apollinaire, Catherine et un évêque, daté et signé de 1516, se trouve à Casola Valsenio, près de Bologne.
Au cours de sa vie, Innocenzo, fortement influencé par Raphaël, a réalisé une série de fresques religieuses et des retables.
Il a formé divers artistes comme Francesco Primatice et Prospero Fontana.
L'église Santa Maria dei Servi à Bologne conserve des peintures du peintre.

## Œuvres
- La Vierge apparaissant à un chartreux ou Saint Bernard présenté par saint Michel, musée des beaux-arts de Chambéry, Notice no 10500004268, sur la plateforme ouverte du patrimoine, base Joconde, ministère français de la Culture

- Vierge à l'Enfant avec les saints Sébastien, Roch, Côme  et Damien  (1515),

- La Vierge et l'Enfant avec les saints Jean, Apollinaire et Catherine et un évêque  (1516), Casola Valsenio

- La Vierge et l'Enfant avec les saints Jean, Pierre et Paul, Joachim et Anne  (1526), Cathédrale de Faenza

- Étude d'un ange et d'une draperie, Getty Museum

- Le Mariage mystique de sainte Catherine de Sienne, Filangieri Museum, Naples

- Vierge et l'Enfant en gloire et les saints Pierre, Benoît et l'archange Michel, Pinacothèque Nationale, Bologne

- Saint Jean évangéliste, Université La Salle (Pennsylvanie)

## Sources
- (en) Cet article est partiellement ou en totalité issu de l’article de Wikipédia en anglais intitulé « Innocenzo di Pietro Francucci da Imola » (voir la liste des auteurs).